# Grabación
La grabación es el proceso de capturar datos o convertir la información a un formato almacenado en un medio de almacenamiento. El resultado del proceso también se denomina grabación.
Durante miles de años humanos han realizado grabaciones históricas de una forma u otra. Entre las primeras podemos nombrar las pinturas rupestres, los alfabetos rúnicos y los ideogramas.
Entre los modos de grabar texto apto para la lectura directa por humanos se cuenta la escritura en papel. Existen otras formas de almacenamiento de datos que facilitan la recuperación automática, pero para qué humanos puedan leerlas necesitan poseer la herramienta adecuada. Imprimir un texto almacenado en una computadora permite mantener una copia en la computadora y además disponer de una copia que se puede leer sin la necesidad de una herramienta.
La tecnología continúa proveyendo y expandiendo formas para los humanos para representar, grabar y expresar sus pensamientos, sentimientos y experiencias.